# Wilhelm Fassbinder (Bildhauer)

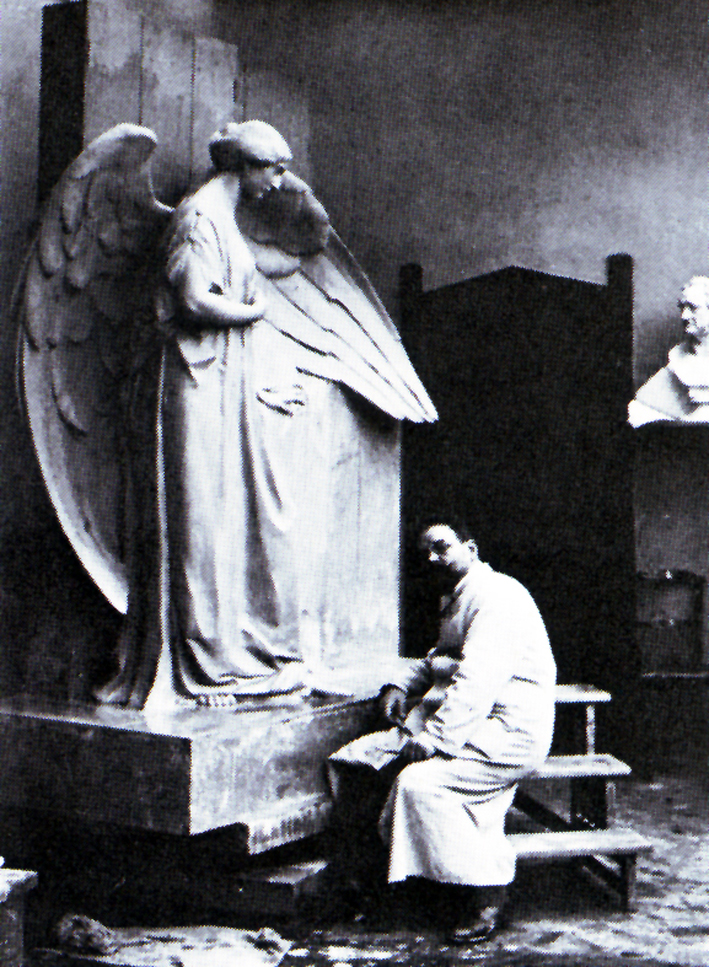
Wilhelm Fassbinder bei der Arbeit

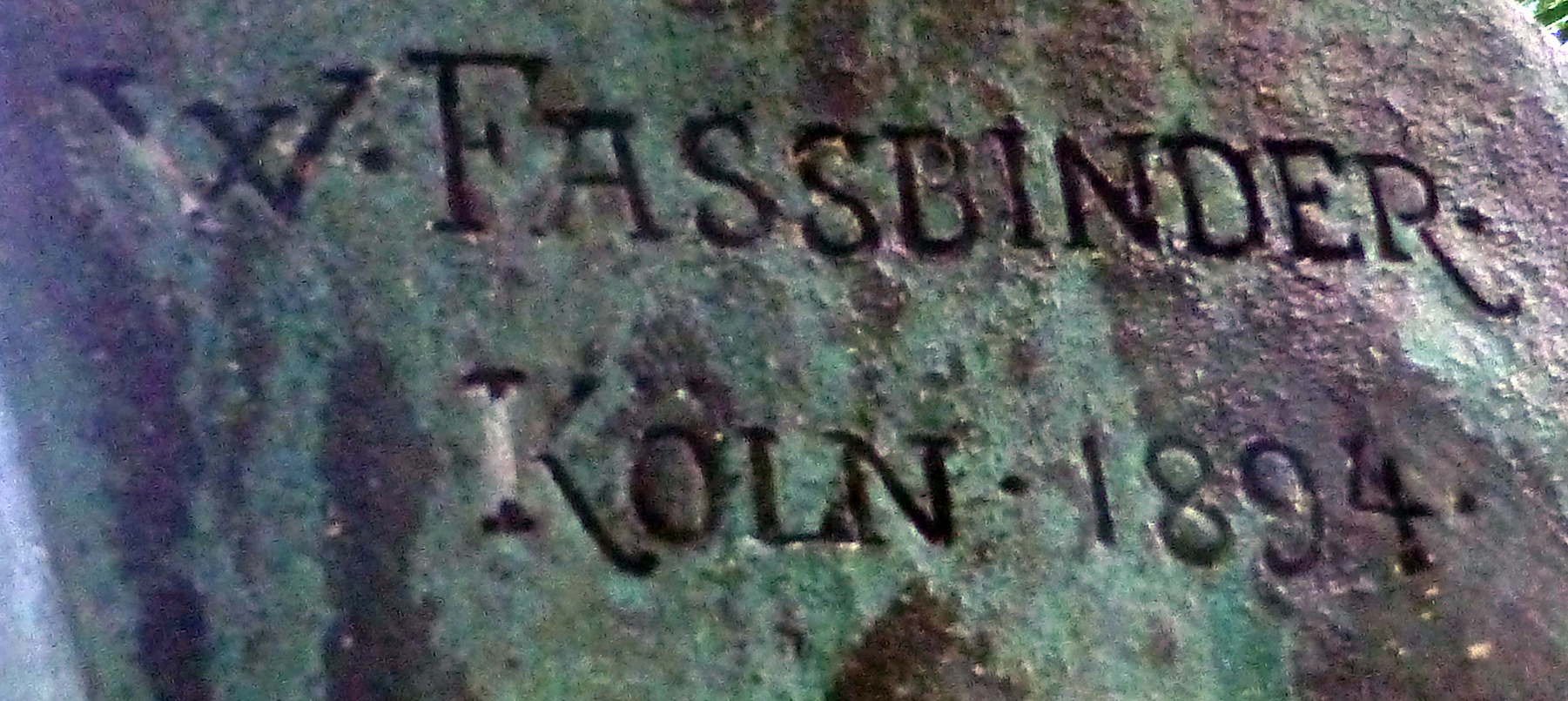
Signatur

Wilhelm Fassbinder (* 20. April 1858 in Köln; † 10. August 1915 ebenda) war ein deutscher Bildhauer und Medailleur. Sein Werk ist sowohl dem Historismus als auch der Reformkunst zuzuordnen.

## Leben
Wilhelm Fassbinder besuchte zunächst die Elementarschule in Köln. Danach erlernte er in der Werkstatt seines Stiefvaters Johann (Jean) Nothen das Handwerk eines Steinmetz. Da Nothen in der dekorativen Bildhauerei in Köln einen Namen hatte, erhielt Fassbinder in diesem Atelier auch eine künstlerische Ausbildung, die ihn in kürzester Zeit zu hoher Qualität und großer Anerkennung führte. Ein wesentlicher Teil seines Werkes ist mit dem Melaten-Friedhof in Köln verbunden, für diesen über 200 Jahre alten Zentralfriedhof schuf er 71 Grabmäler mit zum Teil überlebensgroßen Naturstein-Skulpturen und Bronzeapplikationen. Die Bauplastik ist ein zweiter Schwerpunkt in seinem Schaffen gewesen. Für das Kaiser-Wilhelm-Brunnendenkmal in Daun erhielt Fassbinder am Tag der Einweihung (20. Oktober 1911) durch Kaiser Wilhelm II. persönlich den preußischen Kronenorden 4. Klasse verliehen.
Fassbinder, der in seinem Kölner Atelier im Haus Venloer Straße 17 bis zu zwölf Steinmetze beschäftigte, war Mitglied des Vereins zur Förderung der Bildhauerkunst im Rheinland und in Westfalen und der Vereinigung Kölner Bildhauer. Letzteren ging es besonders um die Beteiligung von Kölner Künstlern bei der Ausführung der Figuren am Kölner Rathausturm. Hierbei war er nicht nur Mitglied, sondern auch Schriftführer und sein Atelier Sitz der Vereinigung. Außerdem engagierte er sich als erster Vorsitzender im Kölner Meister-Wilhelm-Bund, dessen vorrangiges Anliegen war, die Standesinteressen der Bildhauerzunft entsprechend zu vertreten. Des Weiteren war er Mitglied der Künstler-Vereinigung deutscher Bildhauer und Mitglied im Ausschuss für das Kölner Haus auf der Kölner Werkbundausstellung 1914. Weitere Mitgliedschaften, z. B. beim Deutschen Roten Kreuz oder dem Kölner Männer-Gesang-Verein, der sich auch der Wohltätigkeit verpflichtet fühlte, bestätigen Fassbinders Förderung gemeinnütziger Bestrebungen. Wilhelm Fassbinder war mit Gertrud Hinsen, der Tochter des Rektors der Domschule, verheiratet. Die beiden hatten drei Kinder: Magdalena Maria (* 1886), den Opernsänger Johann Friedrich Wilhelm Fassbinder (1887–1946) und die Konzertharfenistin Antonie Gertrud (* 1890). Fassbinder starb im Alter von nur 57 Jahren überraschend an einem Schlaganfall.

## Werke im öffentlichen Raum (soweit bekannt)

### Grabanlagen auf dem Melaten-Friedhof

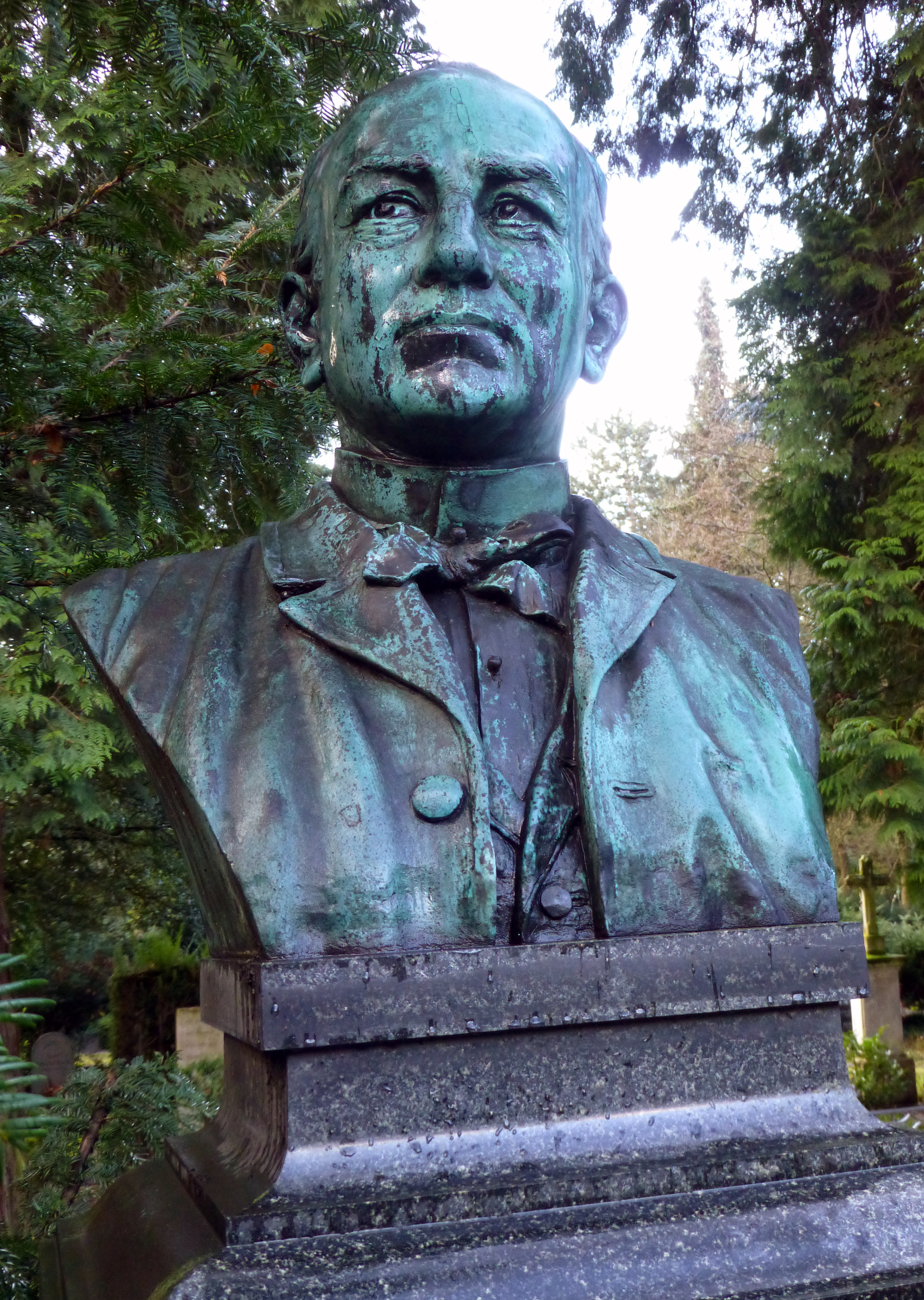
Büste von Gerhard Schönen auf dem Kölner Melaten-Friedhof (1894)

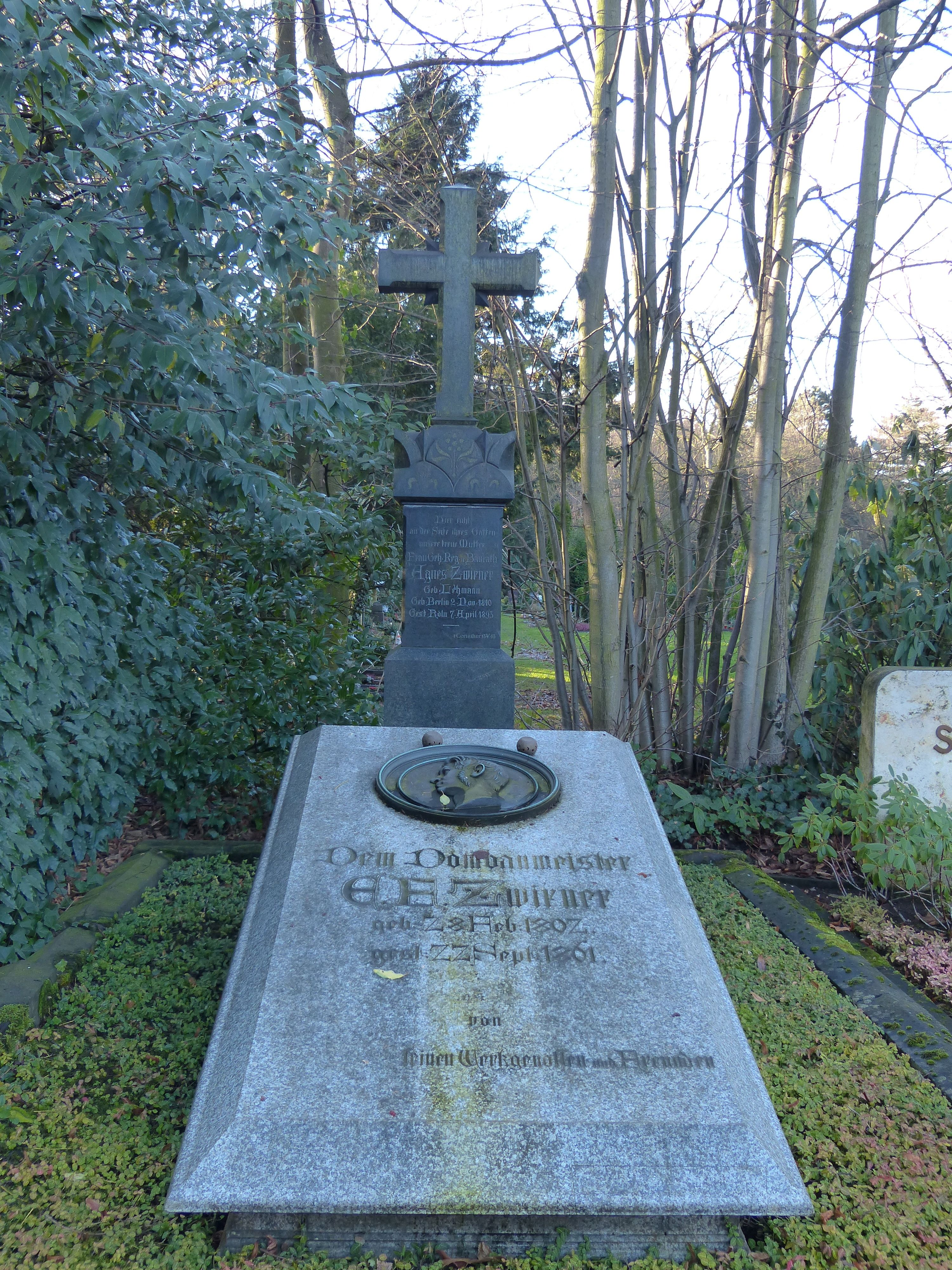
Grabanlage Zwirner, Kreuzstele für Agnes Zwirner

Folgende 71 Grabanlagen (gegliedert nach „Datum der Werkausführung/Familienname/Grabmaltyp/Position“) befinden sich auf dem Melaten-Friedhof:
- 1890: Mann, Stele mit Wangen, HWG, 239
- 1890: Noss, Stele mit Wangen, Fl. 60, Nr. 3
- 1890: Lindgens, Stele mit Wangen, Lit. K, Nr. 164–167
- 1891: Gladbach, Kreuzstele, Fl. 70, Nr. 8
- 1892: Zwirner, Kreuzstele, HWG, Nr. 133
- 1892: Leisen, Kreuzstele mit Wangen, Fl. 60, Nr. 5
- 1893: Traine / Hellmers u.a., Urnenstele mit Wangen, Fl. 60, Nr. 21
- 1894: Schönen, Büstenstele, Lit. J, Nr. 176
- 1894: Creutzer, Stele, Fl. 72, Nr. 170–172
- 1894: Weiden / Schwann, Obelisk, Fl. 61, Nr. 342–345
- 1894: Christoffel, Stele mit Wangen, Fl. 63, Nr. 8–11
- 1895: Christoph, Kreuz, Fl. 58, Nr. 38–41
- 1895: Lüthgen, Kreuzstele mit Wangen, Fl. 58, Nr. 60–63
- 1895: Dumont / von Heyderstaedt / Hamm, Kreuzstele, Fl. 60, Nr. 9
- 1895: Feith / Höchsten / Weber, Kreuzstele mit Wangen, Fl. 60, Nr. 22
- 1895: Rehe / Eich / Trück / Jaworski, Baldachingrab mit Urne, Fl. 60, Nr. 6
- 1895: Wittgenstein, Kreuzstele mit Wangen, HWG, Nr. 9
- 1895: Schloesser / Heyer, Ädikula mit Wangen, Fl. 70, Nr. 9
- 1895: Reichensperger, Kreuzstele mit Wangen, Lit. F, Nr. 182 a–b
- 1895: Berndorff / Weingärtner, Stele mit Liegeplatten, HWG, Nr. 338
- 1895: Diel / Mosler / Ruckert, Urnenstele mit Wangen, HWG, Nr. 151
- 1897: Nolte, Urnenstele mit Wangen, Fl. 40, Nr. 50–53
- 1898: Wagner/Schneider, Urnenstele, Fl. 45, Nr. 21–22
- 1898: Tillmann u. a., Kreuzstele mit Wangen, HWG, Nr. 14
- 1899: Risch, Obelisk mit Wangen, Fl. 76, Nr. 22
- 1900: Böhle, Ehem. Kreuzstele, Lit. V, Nr. 54–55
- 1900: Meurer / Homberg, Ehem. Kreuzstele mit Wangen, Fl. 67, Nr. 4
- 1900: Hölscher, Stele, Fl. 70, Nr. 2
- 1900: Beckmann, Stele mit Wangen, Fl. 76, Nr. 20
- 1900: Creutz, Figurenstele mit Wangen, Fl. 76, Nr. 4
- 1900: Zingser, Urnenstele mit Wangen, Fl. 60, Nr. 13
- 1900: Leiberz, Ehem. Kreuzstele mit Wangen, Fl. A, Nr. 71–74
- 1900: Richartz / Feuser, Stele mit Wangen, Lit. O, Nr. 89–90
- 1900: Molinari / Fonck, Ehem. Kreuzstele, HWG, Nr. 13
- 1901: Lauff, Ädikula mit Wangen, Fl. 47, Nr. 12–13
- 1901: Goecke, Kreuzstele mit Wangen, Fl. 73, Nr. 64–67
- 1901: Wirth, Ädikula mit Wangen, Fl. 63a, Nr. 13
- 1902: Heydorn, Stele, Fl. 62, Nr. 5–6
- 1902: Zöllner, Stele mit Wangen, Fl. 67a, Nr. 8
- 1902: Wegelin / Haubrich, Kreuzstele mit Wangen, Fl. 70a, Nr. 2
- 1903: Firmenich, Stele, Fl. 67a, Nr. 2
- 1903: Menken, Kreuzstele mit Wangen, Fl. 79, Nr. 28–29
- 1903: Lietzmann, Stele mit Wangen, Fl. 70a, Nr. 6
- 1904: Trimborn/Holter, Obelisk mit Wangen, Fl. 67a, Nr. 4
- 1905: Auer, Kreuzstele mit Wangen, Fl. 61, Nr. 106–109
- 1905: Meurer, Obelisk mit Wangen, Fl. 69a, Nr. 6
- 1905: Hoffsümmer, Stele mit Wangen, Fl. 94, Nr. 114–115
- 1905: Brandt / Claussen, Stele mit Kenotaph, HWG, Nr. 286
- 1905: von Mallinckrodt / von Schnitzler, Portalgrab, HWG, Nr. 105–106
- 1906: Suren / Kümmel, Stele mit Wangen, Fl. 89, Nr. 54–55
- 1906: Welsch / Wagner, Stele mit Wangen, Fl. 29, Nr. 57–58
- 1907: Möller, Portalgrab, Fl. 60, Nr. 10
- 1908: Kauert, Stele mit Wangen, Fl. 98, Nr. 6–7
- 1908: Wildt, Ädikula mit Wangen, Fl. 74, Nr. 183–184
- 1908: Hassel / Roeser, Urnenstele, Fl. 71, Nr. 99–100
- 1908: Sauer, Stele mit Wangen, Fl. 76a, Nr. 1
- 1909: Graven, Kreuzstele mit Wangen, Fl. 76, Nr. 39–40
- 1909: Kyll / Oheim, Stele, Fl. 60, Nr. 52–54
- 1910: Metz, Stele, Fl. 69a, Nr. 10
- 1910: Eigel, Kreuzstele mit Wangen, Fl. W, Nr. 79–80
- 1911: Prior, Stele, Fl. S, Nr. 120–122
- 1912: Werner, Kreuzstele mit Wangen, Fl. 63a, Nr. 227–231
- 1912: Meynen, Portalgrab, Fl. 76, Nr. 2
- 1913: Büchel / Depenheuer / Hollmann / Bernskin, Kreuzstele mit Wangen, Ädikula mit Wangen, Fl. 66, Nr. 10
- 1914: Somborn /  Wallerstein, Stele mit Wangen, Fl. 4 in O, Nr. 43–44
- 1914: Schlieper, Obelisk, Lit. I, Nr. 237–377
- 1914: Raduschatt, Stele, Lit. O, Nr. 22–23
- 1915: von Langen, Stele, Fl. 70a, Nr. 8

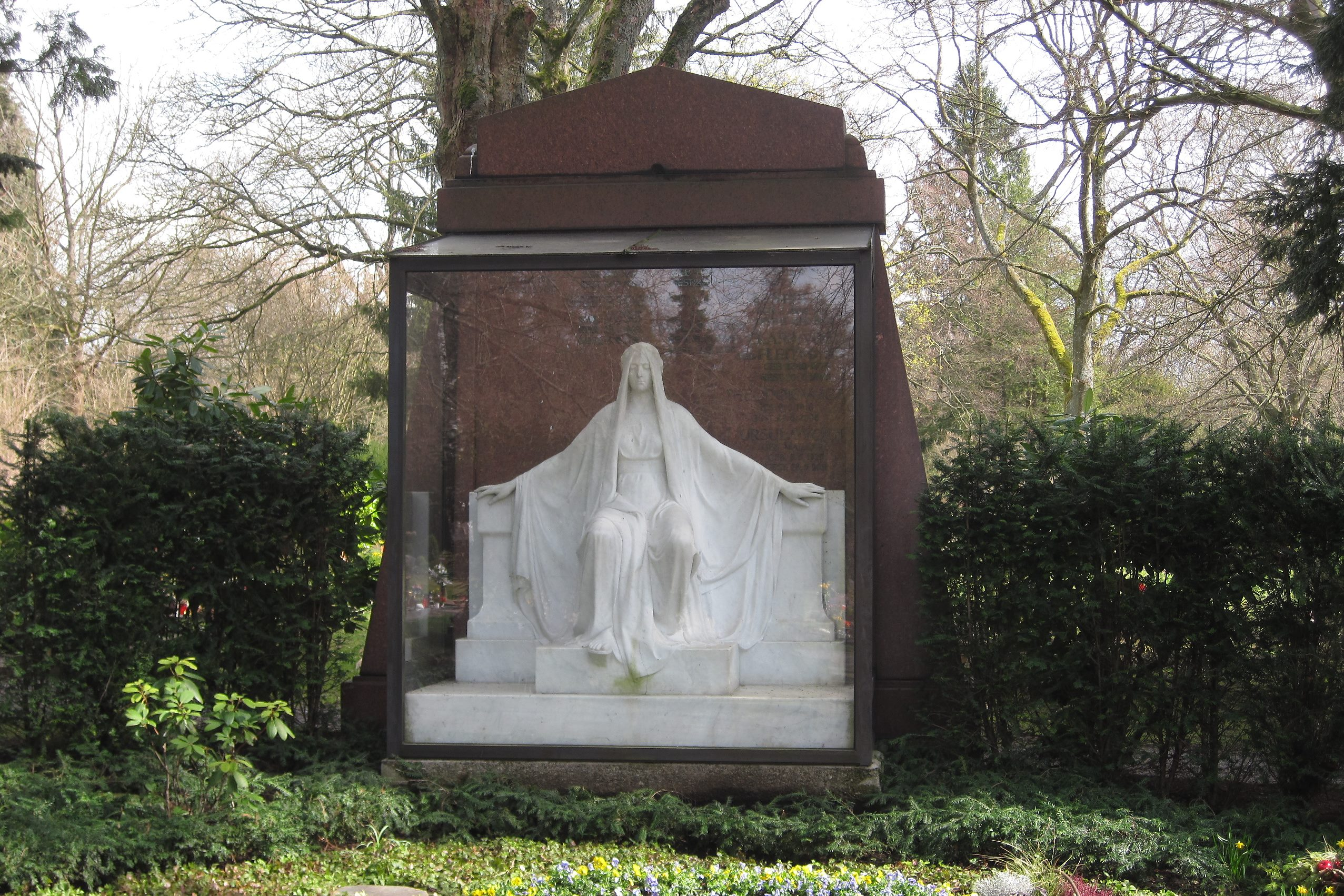
Trauernde auf dem Hauptfriedhof in Iserlohn

Neben den o. a. Grabdenkmälern auf dem Friedhof Melaten sind weitere Werke zu finden auf dem Jüdischen Friedhof in Köln-Deutz bzw. den Kölner Friedhöfen in Deutz, Kalk, Ehrenfeld, Esch, Worringen und Poll. Außerhalb Kölns lassen sich Grabanlagen in Bonn, Brühl, Blatzheim-Niederbolheim, Pulheim-Brauweiler und Bergheim nachweisen. Auf dem Hauptfriedhof in Iserlohn befindet sich auf der Grabstätte Vogt die „Trauernde“, eine 176 cm hohe sitzende Marmorskulptur, die 1914 geschaffen wurde.

### Freiplastiken / Statuen
- 1906: Dortmund, Steinplatz- bzw. Eisengießerbrunnen (Original der bronzenen Eisengießer-Skulptur 1943 eingeschmolzen, restliche Brunnenanlage im Zweiten Weltkrieg zerstört, Rekonstruktion 1990 am Freiherr-von-Stein-Platz)[15]
- o. J.: Kaiserslautern, Marktbrunnen[16]

### Kaiser- und Bismarck-Denkmäler
- 1897: Langerwehe, Kaiserdenkmal[16]
- 1903: Dortmund, Kaiserdenkmal[16]
- 1905: Altenkirchen, Kaiserdenkmal[16]
- 1911: Dessau, Kaiserdenkmal[16]
- 1911: Daun, Brunnendenkmal für Kaiser Wilhelm II. (ehem. mit Bronzerelief des Kaisers), heute mit Gedenktafel für die Gefallenen des Kreises Daun im Zweiten Weltkrieg[5]
- o. J.: Bernkastel, Kaiserdenkmal[16]
- o. J.: Heinsberg, Kaiserdenkmal[16]
- o. J.: Dortmund-Dorstfeld, Bismarckdenkmal mit Brunnen[16]
- o. J.: Malmedy, Kaiserdenkmal[16]

### Kriegerdenkmäler
- 1903: Euskirchen, Kriegerdenkmal auf dem Bahnhofsvorplatz für die Gefallenen der Feldzüge 1864, 1866 und 1870/71; preußischer Infanterist mit Fahne und Säbel (1928 auf den Hindenburgplatz umgesetzt und dort im Zweiten Weltkrieg zerstört)[17]
- 1904: Malmedy, Kriegerdenkmal mit Viktoria-Standbild[16]
- 1905: Altenkirchen, Kaiserbrunnen zu Ehren von 80 Gefallenen aus dem Kreis Euskirchen in den Feldzügen 1864, 1866, 1870/71[18]
- 1906: Bernkastel, Kriegerdenkmal[16]
- 1908: Heinsberg, Kriegerdenkmal[16]
- 1908: Arzfeld, Kriegerdenkmal[16]
- o. J.: Gerolstein, Denkmal für die Gefallenen des Klöppelkrieges[16]

### Bauschmuck
- 1899: Beteiligung am figürlichen Fassadenschmuck der Handelsschule (heute: Hansagymnasium) in Köln, Hansaring 56; Standbild Gustav von Mevissen, eventuell auch Standbild Ludolf Camphausen[19]
- 1910: antikisierende Schmuckfassade des Wasserturms am Swister Berg in Zülpich[20]

### Weitere Werke
- nach 1860: Ausführung des Taufbeckens aus Carrara-Marmor für die Trinitatiskirche in Köln nach Entwurf von Arthur Eberhard[21]
- 1912: Bronzebüste des Kölner Unternehmers Franz Clouth (seit 2004 verschollen)[22]